# Celoma

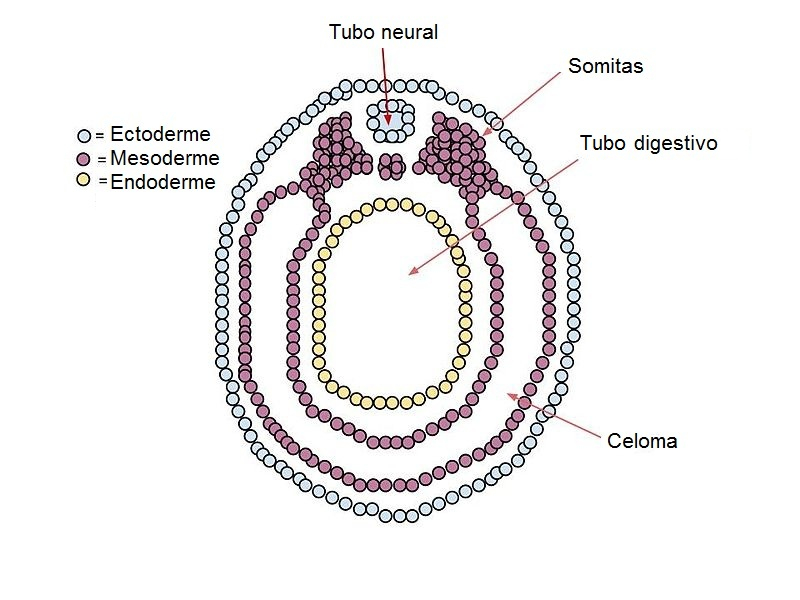
Embrião de animais vertebrados.

O Celoma (do latim cele, "cavidade") é uma cavidade embrionária preenchida por fluido celômico e revestida por mesoderme. Esta cavidade embrionária deve ser revestida completamente por mesoderme para ser caracterizada como celoma verdadeiro. No adulto, o celoma formará a cavidade abdominal e torácica recoberta por tecido seroso (peritônio, pleura e pericárdio). Essas cavidades alojam diversos órgãos do animal em questão, que neste caso recebe o nome de celomado. 
Animais celomados são aqueles que apresentam celoma verdadeiro, enquanto os acelomados não apresentam celoma e os pseudocelomados (pseudo= “falso”) apresentam uma cavidade que não é revestida completamente por mesoderme.
Enquanto todos os vertebrados, moluscos, anelídeos e equinodermos são animais celomados, os Rotifera são animais pseudocelomados e os platyhelminthes acelomados.
Estudos do desenvolvimento do celoma em diversos animais contribuiram para o nosso entendimento da evolução dos Metazoa, e foi um caráter tradicionalmente usado na construção das primeiras filogenias de Metazoa.

## Desenvolvimento
A formação do celoma inicia no estágio de gastrulação do desenvolvimento,  está relacionada a migração de células mesodérmicas e é controlada molecularmente pela expressão de diferentes genes. 
Na gastrulação, em animais triploblásticos, as três camadas germinativas (Ectoderme, endoderme e mesoderme) são formadas a partir de uma blástula que é caracterizada pela presença de uma camada de blastoderme, células interiores e uma cavidade única, a blastocele. Nos animais acelomados a mesoderme preenche totalmente a blastocele, consequentemente a cavidade celômica é inexistente. No desenvolvimento dos pseudocelomados as células da mesoderme migram e forram somente a periferia da blastocele.  Já nos celomados, a blastocele é revestida completamente por células da mesoderme.
A forma como células da mesoderme revestem completamente a blastocele varia entre diferentes animais, em alguns animais o celoma é formado por esquizocelia (celoma esquizocélico) e em outros o celoma é formado por enterocelia (Celoma enterocélico). O celoma esquizocélico (do grego schizos, dividido/fendido) é formado a partir de fendas internas que surgem da mesoderme do embrião, com preenchimento completo da blastocele por mesoderme seguido por um processo de morte celular, dando origem à cavidade celômica revestida completamente por mesoderme.  O celoma enterocélico é fomado por projeções de mesoderme em forma de bolsa que expandem e revestem completamente a cavidade celômica.

## Características da cavidade celômica dos Metazoa
A hipótese filogenética bastante aceita atualmente organiza os Metazoa em um grupo basal representado pelos Porifera, Placozoa, Cnidária e Ctenófora e um grupo mais derivado, os Bilateria, representado pelos Deuterostômia e Protostômia (Lophotrochozoa e Ecdysozoa), sendo que os Bilateria são triploblásticos. 
Animais acelomados, pseudocelomados e celomados estão espalhados pelo grupo dos Metazoa, assim como  o tipo de formação do celoma, se por esquizocelia ou enterocelia.

### Grupo basal
Porifera, Placozoa, Cnidários e Ctenófora formam o grupo basal de Metazoa e não apresentam celoma. Nos Cnidários e Ctenóforos a gástrula só desenvolve os dois primeiros folhetos embrionários (ectoderme e endoderme). Não há a fase de gástrula tridérmica. Por esta razão, o corpo desses animais, mesmo nos adultos, tem apenas duas camadas fundamentais de células. Entre elas, ocorre uma camada mediana de substância gelatinosa, com células móveis; porem esta camada - a mesogleia – é de origem endodérmica. Animais com essa organização tão elementar são classificados como diblásticos ou diploblásticos. Evidentemente, não poderiam revelar celoma, já que este nasce da mesoderma.

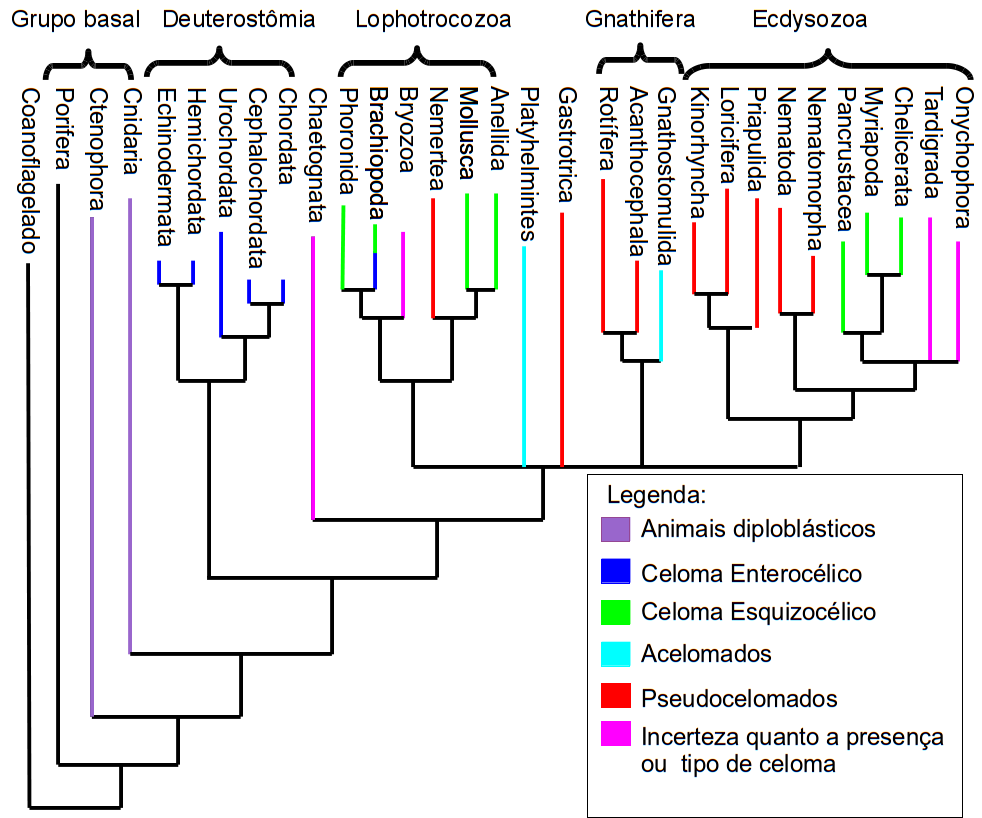
Filogenia dos Metazoa identificando os animais celoamdos (celoma enterocélico e celoma esquizocélico), acelomados e pseudocelomados.

### Deuterostômia
Deuterostômia é um grupo de animais bilaterais triploblásticos, sendo que todos os seus representantes são celomados, com o celoma enterocélico. Os representantes dos Deuterostômia são os Chordata, Echinodermata, Hemichordata e Xenoturbellida.

### Protostômia
Tradicionalmente foi considerado que seres protostômios celomados apresentavam celoma esquizocélico. mas com base em novas hipóteses filogenéticas e estudos de desenvolvimento notou-se que alguns animais protostômios apresentavam celoma enterocélico.

##### Lophotrochozoa
Lophotrochozoa é um grupo de animais triploblásticos, todos os seus representantes são celomados. A formação do celoma durante o desenvolvimento varia entre os representante de Lophotrochozoa:
-Phoronida: Todos os representante apresentam celoma esquizocélico.

Corte de um oligoqueta, um Annelida protostomio.

-Brachiopoda: Possui alguns representantes com celoma esquizocélico e outros com celoma Enterocélico.
-Bryozoa: Celoma presente mas a formação é desconhecida. 
-Nemertea: Acelomado.
-Anellida: Todos os representante apresentam celoma Schizocélico.
-Mollusca: Todos os representante apresentam celoma Schizocélico.

##### Ecdysozoa
Os Ecdyzosoa apresentam alguns  representantes celomados e outros acelomados. Os representantes de Ecdysozoa psedocelomados são os Kinorhynca, Loricifera, Priapulida, Nematomorpha e Nematoda. Os representantes de Ecdysozoa celomados são os Artropoda (Pancrustácea, Myriapoda e Chelicerata), Tardigrata e Onychophora. Os Artropodes apresentam celoma esquizocélico. O tipo de celoma nos Onychophora difere do celoma dos outros animais e é chamado de mixocele por alguns pesquisadores, com base no desesenvolvimento destes animais. O tipo de celoma presente nos Tardigrata não foi sempre claro, no entanto estudos recentes utilizando diferentes técnicas para compreender o desenvolvimento destes animais indicam que o celoma é esquizocélico. 